# Ndenderu
Ndenderu är en ort i Kenya.   Den ligger i länet Kiambu, i den sydvästra delen av landet, 13 km nordväst om huvudstaden Nairobi. Ndenderu ligger 1 839 meter över havet och antalet invånare är 2 349.
Terrängen runt Ndenderu är platt åt sydost, men åt nordväst är den kuperad. Runt Ndenderu är det mycket tätbefolkat, med 6 241 invånare per kvadratkilometer. Närmaste större samhälle är Nairobi, 12,7 km sydost om Ndenderu. Omgivningarna runt Ndenderu är en mosaik av jordbruksmark och naturlig växtlighet.